# Pigment Cell & Melanoma Research
Pigment Cell & Melanoma Research, abgekürzt Pigment Cell & Melanoma Res., ist eine wissenschaftliche Fachzeitschrift, die vom Wiley-Blackwell-Verlag veröffentlicht wird. Die Zeitschrift wurde 1987 unter dem Namen Pigment Cell Research gegründet, der Name wurde 2008 erweitert. Derzeit erscheint die Zeitschrift mit sechs Ausgaben im Jahr. Es werden Arbeiten, die sich mit Pigmentzellen und Melanom beschäftigen, veröffentlicht.
Der Impact Factor lag im Jahr 2016 bei 5,17. Nach der Statistik des ISI Web of Knowledge wird das Journal mit diesem Impact Factor in der Kategorie Onkologie an 56. Stelle von 213 Zeitschriften, in der Kategorie Zellbiologie an 56. Stelle von 184 Zeitschriften und in der Kategorie Dermatologie an dritter Stelle von 62 Zeitschriften geführt.